# Frasikleja
Frasikleja – starożytna grecka rzeźba marmurowa w typie kory, znaleziona w 1972 roku na cmentarzysku w attyckiej Merendzie. Znajduje się w zbiorach Narodowego Muzeum Archeologicznego w Atenach.
Datowana na około 550 p.n.e. rzeźba wykonana została z marmuru paryjskiego i mierzy 1,79 m wysokości. Odnaleziono ją wraz z innym posągiem, przedstawiającym kurosa. Obydwie rzeźby zostały zakopane w ziemi jeszcze w starożytności, przypuszczalnie z powodu zniszczenia grobowca, dzięki czemu zachowały się w doskonałym stanie. Dzięki inskrypcji wyrytej na bazie posągu wiadomo, że rzeźba wykonana została przez Aristiona z Paros i stanowiła pomnik nagrobny Frasiklei, młodej dziewczyny zmarłej przed zamążpójściem. Odłączona od reszty baza użyta została do budowy kościoła Matki Boskiej w Merendzie i wzmiankowana jest po raz pierwszy już w 1730 roku.
Rzeźba ukazuje stojącą, smukłą dziewczynę, przedstawioną w pozycji frontalnej. Odziana jest w długi, fałdowany chiton przewiązany w talii paskiem. Prawą ręką przytrzymuje na wysokości biodra szatę, w lewej, zgiętej w łokciu i przyciśniętej do piersi, trzyma kwiat lotosu. Włosy, ułożone nad czołem w fale, opadają lokami na piersi. Dziewczyna nosi bogatą biżuterię: naszyjnik, kolczyki i bransolety, na głowie ma zaś dekoracyjny diadem w formie ułożonych naprzemiennie pączków i kwiatów lotosu. Chiton ozdobiony jest szerokim motywem meandra biegnącym prostopadle na jego przedzie, na rękawach i brzegach. Jego powierzchnię zdobią ponadto elementy dekoracyjne w formie rozet, swastyk i gwiazd. Dekoracje szaty są ryte, co stanowi reminiscencję stylu czarnofigurowego stosowanego w ceramice. Dzięki zachowanym na powierzchni posągu śladom farby wiadomo, że chiton malowany był na czerwono, zaś zdobiące go motywy na niebiesko i żółto.